# Favia veroni
Favia veroni là một loài san hô trong họ Faviidae. Loài này được Moll & Borel-Best mô tả khoa học năm 1984.